# 핑산구 (선전시)

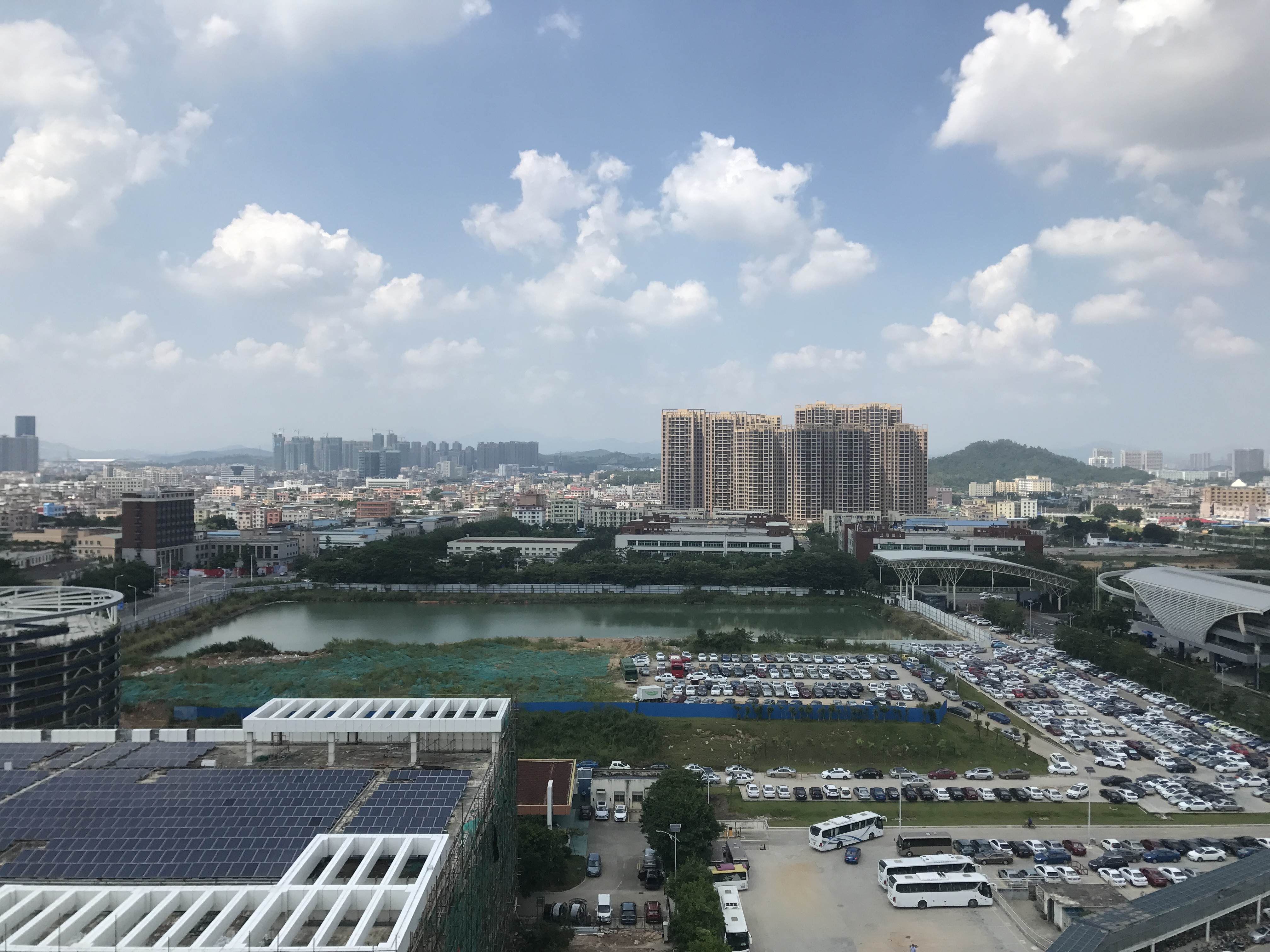

핑산구(한국어: 평산구, 중국어 간체자: 坪山区, 정체자: 坪山區, 병음: Píngshān Qū)는 중화인민공화국 광둥성 선전시에 있는 구로, 2016년 9월 14일 룽강 구에서 분리되어 신설되었다. 인구는 600,000명 이상이고 면적은 167km2이며 뤄후 구, 푸톈 구보다 크다. 행정 구역 상으로는 광밍 신구와 동급으로 취급된다.

## 같이 보기
- 광둥성